# Аллегрова 2007
«Аллегрова 2007» — одиннадцатый номерной студийный альбом певицы Ирины Аллегровой, выпущенный в 2007 году.

## Об альбоме
Бо́льшая часть альбома была записана в 2006—2007 годах на студии Аллегровой в России. Трек «Я тебе не верю» записан на студии «Хельсинки Рекордс» в Финляндии. Альбом определил возобновление сотрудничества певицы с композитором Виктором Чайкой и начало сотрудничества с Виктором Дробышем. Наиболее выделяющейся песней с альбома стал дуэт с Григорием Лепсом «Я тебе не верю», за который Аллегрова впервые с 1996 года была отмечена премией «Золотой граммофон» и в единственный раз получила премию «Муз-ТВ». В марте 2007 года состоялись съёмки клипа Ирины Аллегровой и Григория Лепса на песню «Я тебе не верю». Режиссёром ролика выступил клипмейкер Александр Солоха.
Другой известной песней с альбома стала «Позолота», которую Аллегрова исполнила на гала-концерте проекта «Новые песни о главном». Песня «Оправданий нет» впервые прозвучала в 2008 году в рамках Церемонии закрытия конкурса молодых исполнителей «Пять звёзд» в Сочи.
Песни «Центы» и «Померещилось» в 2010 году стали саундтреками к телесериалу «Последний секрет Мастера».

## История создания
В альбом вошли песни из новой программы «Из прошлого в будущее», представленной певицей в Государственном кремлёвском дворце в начале года. При подготовке альбома большое внимание было уделено аранжировкам, использованы живые инструменты. После долгого перерыва певица возобновила сотрудничество с Виктором Чайкой (песня «Померещилось») и впервые исполнила песню на музыку Виктора Дробыша (дуэт с Григорием Лепсом «Я тебе не верю»), ставшая победителем в номинации «Дуэт года» в национальных музыкальных премиях «Золотом граммофоне» и «Муз-ТВ», а также лауреатом «Песни года». В стилистике альбома преобладает рок-звучание и разнообразные по тематике песни: традиционная любовная лирика, танцевальные композиции, шуточные песни на грани фола, а также песни с трагическим содержанием.

## Тур в поддержку альбома
В марте 2008 года в Санкт-Петербурге проходят с аншлагами традиционные Праздничные концерты Ирины Аллегровой, после которых певица отправляется в турне по Дальнему Востоку в поддержку нового альбома. Летом и осенью проходят гастроли по южным городам России, Сибири и Дальнего Востока, странам Балтии и городам Подмосковья.

## Участники записи
| Музыка - В. Чайка — 1, 9, 11, 13, 14; - Н. Топчий — 2, 5, 6, 8; - А. Зубков — 3; - А. Сычев — 4; - С. Павлиашвили — 7; - А. Ружицкий — 10; - В. Дробыш — 12. Слова - Е. Муравьев — 1, 10, 14; - А. Лесто — 2, 5, 6, 8; - С. Осиашвили — 3; - С. Соколкин — 4; - Г. Карапетян — 7; - Ю. Гарин — 9; - В. Чайка — 11; - Л. Стюф — 12; - В. Ионов — 13. Мастеринг альбома - Леонид Воробьев; - Студия Владимира Осинского. | Аранжировки к трекам - Денис Токарев: 1 — 4, 11; - Александр Белый: 5, 6, 8, 10; - Всеволод Саксонов: 9, 11, 13; - Андрей «Чёрный» Полянин: 2; - Сосо Павлиашвили: 7; - Алик Аваков: 7; - Виктор Дробыш: 12; - Тимур Рамзанов: 14; - Аранжировка струнных — Сергей Петров: 1. Бэк-вокал - Искра: 1, 3, 5, 8, 10; - Лала Аллегрова: 2, 6; - Миша Веселов: 3; - Наталья Павлова: 14. | Звукорежиссёры - Юрий Данилин: 1, 2, 5, 6, 8, 10, 11; - Андрей «Белый» Лебедев: 3, 4, 11; - Андрей Злобин: 7; - Владислав Афанасов: 9; - Юрий Богданов: 13; - Валерий Демьянов: 14. Музыкальное сопровождение - Акустическая гитара — Анатолий Ядрышников: 2, 6, 11; - Духовые — группа «Студио Транзит», руководитель — Алексей Батыченко: 4; - Соло-гитара — Вячеслав Мотылёв: 11; - Ударные — Вячеслав Козырев: 11; - Бас — Денис Петухов: 11. |

Трек «Я тебе не верю» записан на студии «Хельсинки Рекордс».

## Список композиций
| №   | Название                                   | Длительность |
| --- | ------------------------------------------ | ------------ |
| 1.  | «Интро»                                    | 4:25         |
| 2.  | «Алло, алло»                               | 3:23         |
| 3.  | «Ангел»                                    | 3:21         |
| 4.  | «Грешная любовь» (дуэт с Сосо Павлиашвили) | 3:55         |
| 5.  | «Король и шут»                             | 3:14         |
| 6.  | «Любовь со знаком минус»                   | 3:53         |
| 7.  | «Я тебе не верю» (дуэт с Григорием Лепсом) | 4:00         |
| 8.  | «Не нужен»                                 | 3:07         |
| 9.  | «Оправданий нет»                           | 3:57         |
| 10. | «Позолота»                                 | 3:51         |
| 11. | «Померещилось»                             | 3:43         |
| 12. | «Сведу с ума»                              | 3:52         |
| 13. | «Селяви»                                   | 3:36         |
| 14. | «Центы»                                    | 3:28         |